# کای ریمل
کای ریمل (انگلیسی: Kai Rimmel؛ زادهٔ ۲۳ نوامبر ۱۹۵۲) سیاستمدار و نماینده مجلس اهل استونی است.